# Facondo di Ermiane
Facondo di Ermiane (fl. VI secolo) è stato un vescovo romano della diocesi di Ermiana nella provincia romana di Bizacena, in Africa, nell'attuale Tunisia.

## Vita e opere
Prese parte ad un sinodo di vescovi a Costantinopoli alla presenza di papa Vigilio (nel 547 o 548) e si schierò contro l'anatemizzazione dei Tre Capitoli. A loro difesa scrisse 12 libri Pro defensione trium capitulorum (di cui esiste una edizione in traduzione italiana), scritti a Costantinopoli prima del Concilio e diretti all'imperatore Giustiniano. Altra sua opera è l'Epistola fidei catholicae in defensione trium capitulorum, una violenta protesta contro la sentenza del quinto concilio ecumenico, dove manifesta il suo disaccordo con papa Vigilio e con il suo successore Pelagio. Nel 571 scrisse il terzo opuscolo Contra Mutianum scholasticum, ispirato agli stessi sentimenti.